# Fivelandia 1 & 2
Fivelandia 1 & 2 è un album di Cristina D'Avena pubblicato il 28 aprile 2006.

## Il disco
L'album è una ristampa dei volumi 1 e 2 della collana Fivelandia, questa volta pubblicati solo nel solo formato CD. L'opera, insieme agli altri primi 8 capitoli, verrà pubblicata in versione singola dal 23 giugno dello stesso anno.
In queste ristampe le canzoni Sbirulino, Amico è (Inno dell'amicizia) e Tagallo sono proposte delle versioni cover dei brani originali. Altro brano assente è I ragazzi della Senna che viene sostituito dalla seconda versione dello stesso, I ragazzi della Senna (Il Tulipano Nero) a causa di un'inesattezza storica nel testo della prima versione.

## Tracce
CD1
1. John e Solfamì – 3:00 (testo: Jacques Zegers, Alessandra Valeri Manera[4] – musica: Henri Seroka; edizioni musicali Anihambar Music Co./I.M.P.S. SA)
2. Lucy (feat. il Coro e l'Orchestra di Augusto Martelli) – 3:05 (testo: Luciano Beretta – musica: Augusto Martelli; edizioni musicali RTI S.p.A)
3. La regina dei mille anni (feat. il Coro e l'Orchestra di Augusto Martelli) – 3:02 (testo: Alessandra Valeri Manera – musica: Augusto Martelli; edizioni musicali RTI S.p.A)
4. I ragazzi della Senna (Il Tulipano Nero) – 2:30 (testo: Alessandra Valeri Manera – musica: Augusto Martelli; edizioni musicali RTI S.p.A.)
5. Bim Bum Bam – 3:05 (testo: Luciano Beretta, Albano Bertoni – musica: Augusto Martelli; edizioni musicali RTI S.p.A)
6. Sbirulino – 3:40 (testo: Pino Calvi – musica: Dina Tosi; edizioni musicali Sugarmusic S.p.A.)
7. Canzone dei Puffi – 2:30 (testo: Victor Szell, Alessandra Valeri Manera[4] – musica: Dan Lacksman; edizioni musicali S.E.P.P./RTI S.p.A.)
8. Amico è (Inno dell'amicizia) – 3:53 (testo: Sergio Bardotti, Nini Giacomelli, Mike Bongiorno – musica: Dario Baldan Bembo; edizioni musicali RTI S.p.A)
9. New Five Time – 3:40 (testo: Alessandra Valeri Manera – musica: Augusto Martelli; edizioni musicali RTI S.p.A)
10. Vola bambino – 3:20 (testo: Paola Blandi, Alessandra Valeri Manera – musica: Giuseppe Eugenio Cantarelli; edizioni musicali Blue Team Music/RTI S.p.A)
11. Tagallo – 2:35 (testo: Amerigo Cassella – musica: Pippo Caruso; edizioni musicali RTI S.p.A)
12. Nel castello cosa c'è – 2:28 (testo: Sessa Vitale – musica: Augusto Martelli; edizioni musicali Antoniano/RTI S.p.A)

Durata totale: 36:48
CD2
1. Puffi la la la – 2:41 (testo: Hoyt Stoddard Curtin, William Hanna, Joseph R. Barbera, Alessandra Valeri Manera[4] – musica: Hoyt Stoddard Curtin, William Hanna, Joseph R. Barbera; edizioni musicali Dream Factory Entertainment/I.M.P.S. SA)
2. Pollon, Pollon combinaguai – 3:00 (testo: Alessandra Valeri Manera, Vladimiro Albera – musica: Piero Cassano; edizioni musicali RTI S.p.A)
3. Piccolo Principe – 2:55 (testo: Alessandra Valeri Manera – musica: Augusto Martelli; edizioni musicali RTI S.p.A)
4. Là sui monti con Annette – 3:38 (testo: Alessandra Valeri Manera – musica: Giordano Bruno Martelli; edizioni musicali RTI S.p.A)
5. Bum Bum – 2:27 (testo: Alessandra Valeri Manera, Vladimiro Albera – musica: Augusto Martelli; edizioni musicali RTI S.p.A)
6. Paolo e Uan - Bim Bum Bam – 2:45 (testo: Luciano Beretta, Albano Bertoni – musica: Augusto Martelli; edizioni musicali RTI S.p.A)
7. Georgie – 2:29 (testo: Alessandra Valeri Manera – musica: Alberto Baldan Bembo, Vladimiro Albera; edizioni musicali RTI S.p.A)
8. Nanà Supergirl – 3:30 (testo: Alessandra Valeri Manera – musica: Piero Cassano; edizioni musicali RTI S.p.A)
9. Space Runner – 2:51 (testo: Vladimiro Albera, Diego Canestrelli – musica: Diego Canestrelli, Guido Dall'Oglio; edizioni musicali RTI S.p.A)
10. Due giovani eroi, John e Solfamì – 3:18 (testo: Christopher Lonk, Jacques Zegers, Alessandra Valeri Manera[4] – musica: Mireille Delfosse; edizioni musicali I.M.P.S. SA)
11. A E I O U – 2:46 (testo: Pierre A.L. Petrus Kartner, Paola Blandi[4] – musica: Pierre A.L. Petrus Kartner; edizioni musicali Blue Team Music)
12. Puffi la la la (strumentale) – 2:40 (Hoyt Stoddard Curtin, William Hanna, Joseph R. Barbera; edizioni musicali Dream Factory Entertainment / I.M.P.S. SA)

Durata totale: 35:00

### Interpreti
- Cristina D'Avena – 1-2-3-4-7-9
- Orchestra e Coro di Augusto Martelli – 2-3
- Coro dei Piccoli Cantori di Milano – 1-7
- Piccolo Coro dell'Antoniano diretto da Mariele Ventre – 5-12
- Giacinto Livia – 8
- Nadia Biondini – 8
- Marco Columbro – 9
- Pepero – 10
- Angelica – 11

- Cristina D'Avena – 1-2-4-5-7-8-11
- Piccolo Coro dell'Antoniano – 3
- Coro dei Piccoli Cantori di Milano – 1-4-10
- Paolo Bonolis e Uan[5] – 6
- The Band of Mara – 9
- Orchestra e Coro di Augusto Martelli – 10-12

## Produzione
- Paolo Paltrinieri – Produzione discografica
- Marina Arena – Coordinamento
- Michele Muti – Coordinamento
- Direzione Creativa e Coordinamento Immagine Mediaset – Grafica
- Enrico Fabris – Fonico